# 柴原町
柴原町（しばはらちょう）は、大阪府豊中市の町丁の一つ。現行行政地名は柴原町一丁目から柴原町五丁目。郵便番号は560-0055。住居表示実施済み地域。

## 地理
北は宮山町に、西は待兼山町ならびに刀根山元町に、南は千里園に、東は桜の町とそれぞれ接する。

## 歴史
- 1889年（明治22年） - 柴原村が野畑村、少路村、内田村、北刀根山村、南刀根山村と合併し、桜井谷村の一部となる。
- 1936年（昭和11年） - 桜井谷村が豊中町、麻田村、熊野田村と合併して豊中市が成立、柴原は同市の大字となる。
- 1954年（昭和29年） - 大字の一部から柴原一丁目が成立。
- 1959年 （昭和34年） - 大字の一部と柴原一丁目、内田、少路の一部区域をもって柴原町一丁目～五丁目が成立。

## 校区
2024年（令和6年）5月現在、市立の小中学校に通う場合、校区は以下の通り。
| 町丁         | 小学校       | 中学校       |
| ------------ | ------------ | ------------ |
| 柴原町一丁目 | 桜井谷小学校 | 第十三中学校 |
| 柴原町二丁目 | 桜井谷小学校 | 第十三中学校 |
| 柴原町三丁目 | 桜井谷小学校 | 第二中学校   |
| 柴原町四丁目 | 桜井谷小学校 | 第二中学校   |
| 柴原町五丁目 | 桜井谷小学校 | 第二中学校   |

## 世帯数・人口
2025年（令和7年）4月1日現在の丁目別人口は以下の通り。
| 町丁         | 世帯数  | 人口    |
| ------------ | ------- | ------- |
| 柴原町一丁目 | 463世帯 | 1,065人 |
| 柴原町二丁目 | 525世帯 | 1,078人 |
| 柴原町三丁目 | 411世帯 | 806人   |
| 柴原町四丁目 | 367世帯 | 717人   |
| 柴原町五丁目 | 513世帯 | 1,103人 |

## 交通
大阪モノレール本線の柴原阪大前駅が位置する。また、路線バスとして阪急バスが乗り入れている。

### 大阪モノレール
柴原阪大前駅

### 阪急バス
柴原阪大前駅停留所
柴原停留所（桜の町にまたがって位置する）
柴原口停留所（桜の町にまたがって位置する）

## 主な施設

### 公共機関
- 市立豊中病院
- 大阪モノレール柴原阪大前駅
- 豊中警察署桜井谷交番

### 公園
見徳山公園
柴原公園

### 教育機関
- 豊中市立第十三中学校
- 豊中市立桜井谷小学校

### その他
柴原霊園